# شيطانية إلحادية

رمز بافومت، شعار الشيطانية الإلحادية.

الشيطانية الإلحادية هي فلسفة تهدف إلى تقديس الشيطان أو أحد أتباعه، بحيث لا يتعلق الأمر بعبادة هيئة شريرة أو شيطانية، بل يتعدى ذلك ليصبح الهدف الأول لهذه الفلسفة الشيطانية هو عبادة النفس.
ويعتبر أنتون ليفي من أبرز مطوري هذا الفكر الذي جاء كخلاصة توصل إليها من خلال ملاحظته للطبيعة الحيوانية لدى البشر.